# Pseudonicsara stylata
Pseudonicsara stylata är en insektsart som beskrevs av Sigfrid Ingrisch 2009. Pseudonicsara stylata ingår i släktet Pseudonicsara och familjen vårtbitare. Inga underarter finns listade i Catalogue of Life.